# Synagoga Icka Szalmy Mowszowicza w Łodzi
Synagoga Icka Szalmy Mowszowicza w Łodzi – prywatny dom modlitwy znajdujący się w Łodzi przy ulicy Wschodniej 56.
Synagoga została zbudowana w 1898 roku z inicjatywy Icka Szalmy Mowszowicza. Podczas II wojny światowej hitlerowcy zdewastowali synagogę.